# Yendountien Tiebekabe
Yendountien Tiebekabe, né le 18 janvier 1991, est un sprinteur togolais. Il a participé à l'épreuve du 100 mètres aux Championnats du monde d'athlétisme 2015 à Pékin, en Chine. En 2019, il a participé à l'épreuve du 100 mètres masculin aux Championnats du monde d'athlétisme 2019 à Doha, au Qatar. Il a participé au tour préliminaire et n'a pas progressé pour participer aux séries.